# Греда (Марушевец)
Греда је насељено место у саставу општине Марушевец у Вараждинској жупанији, Хрватска. До територијалне реорганизације у Хрватској налазила се у саставу старе општине Иванец.

## Становништво
На попису становништва 2011. године, Греда је имала 567 становника.

## Попис1991.
На попису становништва 1991. године, насељено место Греда је имало 609 становника, следећег националног састава:
| Попис 1991.‍  | Попис 1991.‍  | Попис 1991.‍ | Попис 1991.‍ | Попис 1991.‍ |
| ------------ | ------------ | ----------- | ----------- | ----------- |
|              |              |             |             |             |
| Хрвати       | Хрвати       |             | 603         | 99,01%      |
| Срби         | Срби         |             | 1           | 0,16%       |
| Украјинци    | Украјинци    |             | 1           | 0,16%       |
| неопредељени | неопредељени |             | 1           | 0,16%       |
| непознато    | непознато    |             | 3           | 0,49%       |
| укупно: 609  |              |             |             |             |